# موکندی امبویی
موکندی امبویی (انگلیسی: Mukendi Mbuyi؛ زادهٔ ۲۶ آوریل ۱۹۶۰) بازیکن زن بسکتبال اهل جمهوری دموکراتیک کنگو بود. وی در بازی‌های المپیک تابستانی ۱۹۹۶ شرکت کرده‌است.